# Игнатий Антоний II
Игнатий Антоний II (в миру Антуан Хайек; 1910—2007) — патриарх Сирийской католической церкви, возглавлявший её с 20 марта 1968 года по 23 июля 1998 года.
Родился 14 сентября 1910 года в Алеппо, Сирия. В 1933 году рукоположён во священники, в 1959 году возведён в сан епископа и назначен архиепископом Алеппо. 20 марта 1968 года на очередном синоде Сирийской католической церкви избран Патриархом. Игнатий Антоний II возглавлял церковь на протяжении 30 лет, в 1998 году он подал прошение папе об уходе с поста Патриарха в связи с состоянием здоровья. Прошение было одобрено папой Иоанном Павлом II, его преемником стал патриарх Игнатий Мусса I. После отставки Игнатий Антоний прожил ещё 9 лет, он умер 21 февраля 2007 года в возрасте 96 лет.